# Egalitate de gen - ocuparea funcțiilor de conducere în învățământul superior

## Egalitate de gen - ocuparea funcțiilor de conducere în învățământul superior

### Cadru strategic internațional
La nivel internațional și european, strategiile analizate se dovedesc a fi favorabile accesului femeilor în funcții de conducere în învățământul superior. Una din direcțiile strategice stabilite de Agenda ONU 2030 pentru Dezvoltare Durabilă, prin Obiectivul de dezvoltare durabilă 5 – Realizarea egalității de gen și împuternicirea tuturor femeilor și fetelor – este „Ensure women’s full and effective participation and equal opportunities for leadership at all levels of decision-making in political, economic and public life”.
La nivel european, cadrul de referință în domeniul egalității de gen este reprezentat în prezent de Angajament strategic pentru egalitatea de șanse între femei și bărbați 2016-2019, care vine în completarea Pactului european pentru egalitatea de gen 2011-2020. Prioritățile Angajamentului strategic pentru egalitatea de șanse între femei și bărbați 2016-2019 sunt aceleași cu cele enunțate în strategia anterioară a Comisiei Europene, printre care se numără și „promovarea egalității între femei și bărbați în procesul decizional”.
Conform Angajamentului strategic pentru egalitatea de șanse între femei și bărbați 2016-2019 „inegalitățile de gen în cadrul organelor decizionale ale organizațiilor de cercetare au fost reduse: procentul de femei care conduc instituții a crescut în 15 dintre cele 20 de state membre ale UE pentru care au fost disponibile date din anii 2010 și 2014”. Totuși, în acest domeniu încă sunt necesare măsuri de reducere a inegalităților. De aceea, unul din obiectivele strategiei actuale în domeniul prioritar Egalitatea în procesul de luare a deciziilor este îmbunătățirea colectării datelor și a echilibrului de gen în pozițiile decizionale din organisme de cercetare.

### Cadrul normativ în România
Una din recomandările Comitelului CEDAW adresate României în anul 2017 cu ocazia prezentării Raportul Combinat 7 și 8 privind eliminarea tuturor formelor de discriminare împotriva femeilor a fost „Punerea în aplicare a planurilor de combatere a segregării ocupaționale, creșterea nivelului de participare a femeilor la luarea deciziilor în sfera economică”.
La nivel național sunt transpuse aceste prevederi în Legea nr. 202/2002 privind egalitatea de șanse și de tratament între femei și bărbați. Mai precis, articolul 21, alin. 1 menționează că „Instituțiile și autoritățile publice centrale și locale, civile și militare, unitățile economice și sociale, precum și partidele politice, organizațiile patronale și sindicale și alte entități nonprofit, care își desfășoară activitatea în baza unor statute proprii, promovează și susțin participarea echilibrată a femeilor și bărbaților la conducere și la decizie și adoptă măsurile necesare pentru asigurarea participării echilibrate a femeilor și bărbaților la conducere și decizie”. Dar, cu toate că există un cadru legislativ, dar și o strategie în domeniul egalității de șanse între femei și bărbați pentru perioada 2018-2021, Legea educației naționale (Legea nr. 1/2011 cu modificările și completările ulterioare) nu transpune principiul egalității de șanse în Capitolul XI, secțiunea 1, care se referă la structurile de conducere în instituțiile de învățământ superior de stat sau particulare, dar nici obligația respectării unor cote de gen în structurile de conducere, la fel cum nu există, de altfel, în România, cote de gen pentru reprezentarea politică a femeilor.